# 楔尾刀翅蜂鸟
楔尾刀翅蜂鸟（学名：Pampa pampa），是雨燕目蜂鸟科的一种鸟类。
楔尾刀翅蜂鸟分布于尤卡坦半岛至危地马拉北部、伯利兹和洪都拉斯北部。该物种是单型物种，没有亚种分化。